# إيسوفو دايو
إيسوفو دايو (بالفرنسية: Issoufou Dayo) هو لاعب كرة قدم بوركينابي محترف، يلعب في مركز المدافع مع نادي نهضة بركان في البطولة الوطنية المغربية، ولصالح منتخب بوركينا فاسو لكرة القدم.

## مسيرته الكروية
لعب دايو لصالح نادي بوبوديولاسو ونادي إيتوال فيلانتي واغادوغو في وطنه بوركينا فاسو، ثم لصالح نادي فيتا كلوب في الكونغو الديمقراطية، قبل أن ينضم إلى نادي نهضة بركان في المغرب. في 25 أكتوبر 2020، سجل هدف الفوز الوحيد باللقب لصالح نهضة بركان على نادي بيراميدز المصري في نهائي كأس الكونفيدرالية الإفريقية 2020.

## الإنجازات
إيتوال فيلانتي واغادوغو
- دوري بوركينا فاسو الممتاز : 2014

 فيتا كلوب
- الدوري الوطني الكونغولي : 2015

 نهضة بركان
- البطولة الوطنية المغربية : 2025
- كأس العرش (3) : 2018، 2021، 2022
- كأس الكونفيدرالية الأفريقية (3) : 2020، 2022، 2024–25
- كأس السوبر الأفريقي : 2022

فردية
- جائزة أفضل لاعب أجنبي في البطولة الوطنية المغربية : 2021–22

## روابط خارجية
- إيسوفو دايو على موقع إي إس بي إن إف سي (الإنجليزية)
- إيسوفو دايو على موقع قاعدة بيانات كرة القدم.إي يو (الإنجليزية)
- إيسوفو دايو على موقع ناشيونال فوتبول تيمز (الإنجليزية)
- إيسوفو دايو على موقع Soccerbase.com (لاعب) (الإنجليزية)
- إيسوفو دايو على موقع Soccerway.com (الإنجليزية)
- إيسوفو دايو على موقع عالم كرة القدم.نت (الإنجليزية)